# Irvine (Szkocja)
Irvine (wym. /ˈərvīn/; gael. Irbhinn) – miasto w Szkocji, leżące nad  Firth of Clyde, na zachodnim wybrzeżu Szkocji, w North Ayrshire. W 2001 roku miasto liczyło 33 090 mieszkańców.
W mieście rozwinął się przemysł maszynowy, chemiczny, elektrotechniczny oraz odzieżowy.